# HD 128311 c
HD 128311 c är en  exoplanet som kretsar kring stjärnan HD 128311 i Björnvaktarens stjärnbild. Den upptäcktes 2005 och har en massa av ungefär 4,19 MJ. Den kretsar runt en stjärna  som är av spektralklass K0V med en omloppstid av ungefär 919 dygn. Den var den andra exoplaneten som upptäcktes vid HD 128311, efter HD 128311 b.